# Langford Peak
Langford Peak är en bergstopp i Antarktis. Den ligger i Västantarktis. Inget land gör anspråk på området. Toppen på Langford Peak är 1 000 meter över havet, eller 3 meter över den omgivande terrängen. Bredden vid basen är 0,55 km.
Terrängen runt Langford Peak är huvudsakligen platt, men söderut är den kuperad. Terrängen runt Langford Peak sluttar norrut. Trakten är obefolkad. Det finns inga samhällen i närheten.